# Nadezhda Dvalishvili
Nadezhda Dvalishvili (Unión Soviética, 24 de junio de 1933), también llamada Nadyezda Khnykhina, fue una atleta soviética, especializada en la prueba de salto de longitud en la que llegó a ser medallista de bronce olímpica en 1956.

## Carrera deportiva
En los JJ. OO. de Helsinki 1952 ganó la medalla de bronce en los 200 metros, con un tiempo de 24.2 segundos, llegando a meta tras la australiana Marjorie Jackson y la neerlandesa Bertha Brouwer (plata).
Cuatro años después, en los JJ. OO. de Melbourne 1956 ganó la medalla de bronce en el salto de longitud, con un salto de 6.07 metros, siendo superada por la polaca Elżbieta Krzesińska que con 6.35 metros igualaba el récord del mundo, y la estadounidense Willye White (plata con 6.09 metros).